# Doljani (Bihács)
Doljani (szerbül: Дољани) szerb falu Bosznia-Hercegovinában, Bihács községben, a Bosznia-hercegovinai Föderáció Una-Szanai kantonjában.

## Fekvése
Bihács központjától légvonalban 17, közúton 23 km-re délkeletre, az Una mentén fekszik. Kosta Kovačević 1887-ben így ír róla: Lipáról a Baraćuša-hegyen átmenve, kétórányi sétára nyugatra fekszik Doljani falu, ahol 65 ortodox ház található. Doljani falu a Ljutoča-hegytől a három órányi távolságra lévő Orašac városáig húzódik. Nagyon meredek és sziklás falu, így gyalogosan is nehéz megkerülni, nemhogy lóháton. A házak annyira szétszórtak, hogy nem lehet látni egyiktől a másikat. Doljani valószínűleg a nagy távolság és elhelyezkedés miatt kapta a nevét. Doljaniban van egy több mint 20 méter hosszú régi fal. Azt mondják, hogy a fal egykor templom volt. A kezdeti időkben, tudniillik az oszmán megszállás előtt a Bihács-vidék minden tájáról találkoztak ott emberek, de ma már egyre kevesebben jönnek, mert a környező helyeken is elkezdtek templomokat építeni, és ma már nem kell az embereknek egy helyre jönni a szentáldozáshoz. Doljani faluban van egy víz (forrás), melynek neve Kraljevac, a másik neve pedig Vukaševac. Kicsit távolabb ezektől a forrásoktól egy nagy kivájt emberi láb van a kőben, és ez alatt ugyanazon a kövön egy másik alak, mint egy lóláb. Az emberek azt mondják ezekről a jelekről, hogy Mark Kraljević és lova Šarina lába. Ezen kívül Doljaniban számos fal és barlang található, amelyeket nehéz megközelíteni és látogatni.

## Népessége
| Nemzetiségi csoport | Népesség 1991 | Népesség 2013 |
| ------------------- | ------------- | ------------- |
| Szerb               | 154           | 0             |
| Bosnyák             | 0             | 0             |
| Horvát              | 0             | 0             |
| Jugoszláv           | 0             | 0             |
| Egyéb               | 0             | 0             |
| Összesen            | 154           | 0             |

## Története
A település bizonyos régiói az emberiség fejlődésének mindhárom korszakában lakottak voltak, de ezek a lakott helyek többször változtak. Az Una felett egy alacson dombon a Zorić Vrh nevű magaslaton őskori település volt. A római korban a Crkvina nevű helyen, a középkorban pedig Stoparušán állt település, ahol a török előtti időkből templom maradványa is került elő, a templom körül pedig több középkori sírkő is található.
Lakói főként  állattenyésztéssel foglalkoztak, közülük többen rendelkeztek Dubovsko és Medjugorje területén pásztorházakkal. Később néhányan közülük Amerikában is dolgoztak, az Unán pedig malmok dübörögtek.

## Nevezetességei

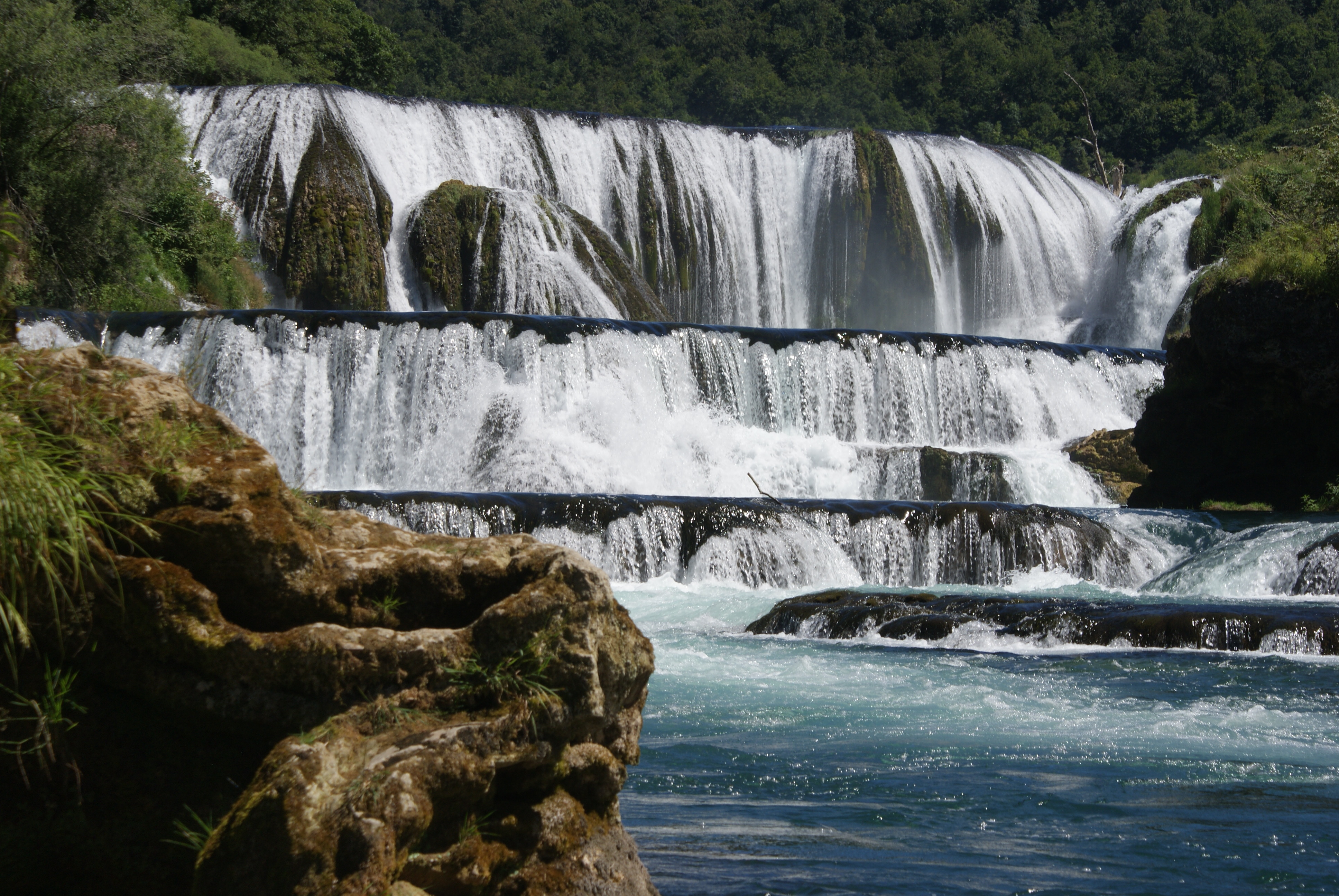
A Štrbački buk vízesései az Unán

- Határában található az Una egyik csodálatos zuhataga a Štrbački buk, melyet a lekoptatott sziklákon és a travertin gátakon átcsapódó, gyorsan áramló víz alakított ki. Ezen a helyen a legszebbek az Una folyó vízesései, melyekhez egy jól karbantartott ösvény vezet.

- Pratnice várának romja. Mali Ljutoč dombjától délre, Doljani falutól északnyugatra, egy bizonyos Kuk nevű helyen, közvetlenül az Una folyó jobb partján található. A várnak egy hosszú és 90 m széles fennsíkon állt, nyugati, déli és keleti oldalán meredek hegyoldalak védték, míg északról a vár mögötti terasz síkjával egy vonalban keresztirányú kőfal oltalmazta. Ez a keresztirányú fal 86 m hosszban egyenes vonalban húzódott egyik hegyfoktól a másikig, kívülről 6 m, belülről kb 2 m magas volt.[4]

- Doljani falutól északnyugatra két völgy között egy alacsony, nem túl jól látható domb tetejét koronázza az a vár, amelyet a vidék lakossága Čardaknak hív. Ez egy a délnyugatról északkeletre húzódó, délkelet felé szűkülő, délnyugatról északkeletre húzódó, 370 méteres maximális szélességű, délkeletre szűkülő, körös-körül egyszerű kősánccal körülvett platón állt. Az északkeleti oldalról a szintet körülölelő keresztirányú sánc középen halomszerűen van megemelve, a mezőtől 5 m-ig, belülről 2 m-ig magasodik, és előtte 50 cm mély árok van. A másik három oldalon a sánc magassága belül jelentéktelen, de nagyon eltér a mezei oldaltól, így a keleti oldalon eléri a 6 m-t, a nyugati oldalon az északi részen az 5 m-t, a déli része 3 m, a délnyugati fokon pedig csak 2 m.[4]

- A falu területén, a Crkvina nevű helyen 1895-ben egy négyszögletes alaprajzú, nagy apszissal rendelkező késő ókori templom maradványait ásták ki a földből. Az építés módja alapján K. Kovačević az építmény korát az 5.- 6. századra tette. A romok közül római sírkő felirat töredékét és egy japodi stílusú urnát is kiástak, amelyek Aurelius Clementinusról és Aurelius Maximusról emlékeznek meg.[5]

- Az Una jobb partja feletti félhold alakú Klišević-fennsíkon kettős őskori vár maradványa található. A Mala Gradina 165x95 méteres, a Velika Gradina egy 265x245 méteres területen fekszik, mely két erődítményt falak és árok választja el egymástól. Korukat Václav Radímsky a bronzkorra és a vaskorra tette.[6]